# Humanitarian Law Center
Lo Humanitarian Law Center (HLC) o Centro per il Diritto Umanitario (in serbo Фонд за хуманитарно право?, Fond za humanitarno pravo; in albanese Fondi për të Drejtën Humanitare) è un'organizzazione non governativa con uffici a Belgrado, in Serbia e Pristina, in Kosovo. È stata fondata nel 1992 da Nataša Kandić per documentare le violazioni dei diritti umani in tutta l'ex Jugoslavia durante i conflitti armati in Croazia, Bosnia ed Erzegovina e, successivamente, Kosovo.
Nell'era postbellica, l'HLC ha continuato a lavorare per i diritti delle vittime di crimini di guerra e ingiustizie sociali, indagando sulla verità e perseguendo la giustizia per loro conto, lavorando per ottenere riparazioni materiali e simboliche e campagne per garantire la rimozione di autori noti da istituzioni statali e altre posizioni di autorità.
L'HLC lavora oltre i confini nazionali per aiutare le società postbelliche nella regione a ristabilire lo stato di diritto e ad affrontare le passate violazioni dei diritti umani. L'iniziativa della Commissione regionale (RECOM) è una parte importante dell'attività di HLC su base regionale.

## Successi
Nel marzo 2009, ex membri della 37ª unità di polizia speciale (PJP) del ministero dell'Interno della Repubblica di Serbia (MUP Serbia) sono stati arrestati sulla base delle informazioni e delle prove acquisite da HLC in merito alla partecipazione dell'unità su larga scala crimini di guerra in Kosovo.
Nel maggio 2008, HLC ha presentato accuse penali contro Božidar Delić, un maggiore generale in pensione dell'esercito jugoslavo, attuale vice presidente dell'Assemblea nazionale serba e alto funzionario del partito radicale serbo e altri dieci membri dell'esercito jugoslavo in relazione al massacro a Trnje / Termje, in Kosovo, il 25 marzo 1999, in cui membri della 549ª Brigata motorizzata sotto il comando di Delić hanno ucciso 42 civili albanesi, inclusi bambini, donne e anziani.
Nell'aprile 2008 la presentazione di prove da parte dell'HLC sui crimini di guerra commessi a Lovas, in Croazia, ha portato all'avvio del processo presso la Corte per i crimini di guerra di Belgrado a 14 persone per il loro presunto ruolo nell'uccisione di 70 civili croati nel primo processo per crimini di guerra degli ex Ufficiali dell'esercito nazionale jugoslavo.
Nel 2007 HLC ottenne l'apertura di un'indagine sull'omicidio di 700 bosgnacchi a Zvornik nel 1992. HLC ha pubblicato la trascrizione completa del processo di Slobodan Milosevic presso il Tribunale penale internazionale per l'ex Jugoslavia (ICTY) in serbo/croato/bosniaco e ha fornito copie a procure, tribunali, giudici e avvocati in tutti i Balcani occidentali al fine di facilitare processi per crimini di guerra nella regione.
Nel 2006 HLC ha assicurato la rimozione dall'incarico del capo dell'unità investigativa sui crimini di guerra della polizia serba e di due colleghi che avevano occupato posizioni presso il Ministero degli Interni durante il periodo del conflitto armato in Kosovo, che sapevano o avrebbero dovuto sapere di crimini che erano stati commessi e non erano riusciti a prevenirli o segnalarli.
Nel 2005 HLC ha fornito all'ICTY il famigerato nastro video che mostra i membri degli Scorpioni, un'unità del ministero degli interni serbo, che fucilano sei musulmani di Srebrenica a Trnovo. Il rilascio del nastro ha scioccato il pubblico serbo con la sua rivelazione del coinvolgimento della Serbia nei crimini di guerra commessi a Srebrenica.
Nel 2004 HLC ha istituito un programma di supporto alle vittime e ai testimoni per incoraggiare e sostenere testimoni titubanti che testimoniano nei procedimenti per crimini di guerra dinanzi ai tribunali serbi.

## Registro delle vittime serbe e montenegrine 1991-1995
Nel gennaio 2009 HLC ha iniziato a ricercare e compilare un registro di singoli cittadini di Serbia e Montenegro che sono stati uccisi o sono scomparsi durante i conflitti armati in Slovenia (1991), Croazia (1991-1995) e Bosnia ed Erzegovina (1992-1995) con l'obiettivo di creare un resoconto oggettivo delle vittime serbe e montenegrine dei conflitti del 1991-1995 sul territorio dell'ex Jugoslavia per frenare i tentativi di revisionismo storico e le manipolazioni del numero delle vittime.
Il registro si basa sull'analisi di documenti, inclusi rapporti sui giornali del periodo, pubblicazioni, documenti giudiziari (ICTY e tribunali regionali), associazioni di veterani e famiglie di persone scomparse, interviste con testimoni oculari o familiari di persone che hanno perso la vita. Alla fine del 2010 i ricercatori di HLC avevano intervistato un totale di 411 testimoni e familiari e analizzato 5.381 documenti e da queste fonti aveva compilato un elenco di 2.321 cittadini di Serbia e Montenegro uccisi o scomparsi nelle guerre dell'ex Jugoslavia tra il 1991 e 1995.

## Kosovo Memory Book
Come parte del suo lavoro di ricerca sui crimini di guerra e sulle violazioni dei diritti umani in Kosovo, HLC ha compilato il Kosovo Memory Book. Questo è un registro di tutte le singole vittime del conflitto tra il 1º gennaio 1998 e il 31 dicembre 2000, che documenta le circostanze in cui ciascuna delle vittime è stata uccisa o scomparsa. L'obiettivo è prevenire la manipolazione politica del numero di vittime, aiutare la società a confrontarsi con la realtà delle atrocità commesse durante il conflitto e costruire una cultura del ricordo.
Al 16 ottobre 2008 HLC aveva registrato 13.472 vittime in Kosovo tra il 1998 e il 2000. Le vittime includevano 9.260 albanesi, 2.488 serbi, 470 membri di altre etnie e 1.254 non identificati. Le informazioni relative a 8.879 vittime sono complete, compresi i dettagli delle circostanze di morte o scomparsa. Tutti vivevano in Kosovo tra gennaio 1998 e dicembre 2000. Delle 4.593 vittime con informazioni incomplete, 1.666 erano serbi (686 membri dell'esercito o della polizia, 590 civili e 390 di stato sconosciuto), 1.553 albanesi etnici e 120 membri di altre comunità etniche; l'etnia delle restanti 1.254 vittime era ancora non confermata. HLC ha così rigettato l'affermazione dei media secondo cui erano state registrate 12.000 vittime serbe.
L'HLC aveva ricevuto informazioni dalla Commissione serba per le persone scomparse e nel settembre 2008 il ministero della Difesa serbo ha fornito informazioni sui membri dell'esercito scomparsi o uccisi in Kosovo. Tuttavia, il Ministero degli Interni non era disposto a fornire informazioni sugli agenti di polizia assassinati o dispersi.
Inizialmente l'HLC aveva stimato che 8.000-10.000 albanesi erano stati uccisi e 2.000-2.500 serbi, rom, bosniaci e altri non albanesi durante il conflitto in Kosovo. Al 22 maggio 2009, il Comitato Internazionale della Croce Rossa ha registrato 1.906 persone di tutti i gruppi etnici che erano ancora considerati dispersi.
Squadre di ricercatori hanno condotto ricerche in Kosovo e Serbia, intervistando testimoni, familiari e altre persone con conoscenza delle circostanze in cui le vittime sono scomparse o sono state uccise e hanno raccolto documenti e fotografie di vittime, tombe, monumenti ecc. I risultati della ricerca vengono analizzati e utilizzati per aggiungere o aggiornare i record nel database dei crimini di guerra.
Dal 1º settembre 2007 al 31 agosto 2009, sono stati creati 4.874 note che documentano il destino di 8.752 vittime. Il numero totale di vittime registrate nel database delle vittime dell'HLC è di 13.790, di cui 3.562 vittime di reati di massa documentati. Ad oggi HLC ha registrato e descritto il destino di 7.636 albanesi, 845 serbi, 109 rom, 64 bosniaci, 34 montenegrini, 22 ashkali, sei gorani, 13 egiziani del Kosovo, sei turchi, due russi, un croato, due ungheresi, un macedone, uno bulgaro, un ruteno, due sloveni, uno jugoslavo e sei vittime di nazionalità indeterminata.

## Sostegno
I sostenitori del lavoro del Centro di diritto umanitario includono l'Open Society Institute di George Soros . Tra le altre attuali fonti di finanziamento di HLC c'è una sovvenzione del Sigrid Rausing Trust.